# Чапаевское муниципальное образование (Пугачёвский район)
Чапаевское муниципальное образование — упразднённое сельское поселение в Пугачёвском районе Саратовской области Российской Федерации.
Административный центр — посёлок Чапаевский.

## История
Статус и границы сельского поселения установлены Законом Саратовской области от 27 декабря 2004 года № 89-ЗСО «О муниципальных образованиях, входящих в состав Пугачёвского муниципального района».
Упразднено Законом Саратовской области от 16.05.2013 N 74-ЗСО "О преобразовании Давыдовского и Чапаевского муниципальных образований Пугачевского муниципального района Саратовской области и внесении изменений в Закон Саратовской области "О муниципальных образованиях, входящих в состав Пугачевского муниципального района""
. Населённые пункты включены в Давыдовское муниципальное образование.

## Население
| 2010 | 2012 | 2013 |
| ---- | ---- | ---- |
| 711  | ↘661 | ↘622 |

## Состав сельского поселения
| № | Населённый пункт | Тип населённого пункта          | Население |
| - | ---------------- | ------------------------------- | --------- |
| 1 | Вишневый         | посёлок                         | ↘49       |
| 2 | Лагунихинский    | посёлок                         | 27        |
| 3 | Новая Жизнь      | посёлок                         | ↘68       |
| 4 | Припольное       | село                            | 55        |
| 5 | Тамбовский       | посёлок                         | ↘64       |
| 6 | Чапаевский       | посёлок, административный центр | ↘448      |